# Louhossoa
Louhossoa (en euskera: Luhuso) es una localidad y comuna francesa situada en el departamento de Pirineos Atlánticos, en la región de Aquitania y el territorio histórico vascofrancés de Labort.

## Geografía
Conocida como Lourhousane en 1595, Lahaussoa en 1683, Louhossiüa en 1690, y Montagne sur Nive durante la Revolución francesa, la comuna está recorrida por el río Nive, afluente del Adur y limita al norte con Cambo-les-Bains, al oeste con Itxassou, al sur con Bidarray y al este con Macaye.

## Economía
El pueblo fue poblado a finales del siglo XVI y se desarrolló a partir del descubrimiento de un yacimiento de feldespato y caolín en 1836.

## Heráldica
En campo de oro, tres flores de lis de azur, acompañadas en el jefe de una cruz angrelada de gules.

## Demografía
| Gráfica de evolución demográfica de Louhossoa entre 1800 y 2012 |
|                                                                 |

Fuentes: Ldh/EHESS/Cassini e INSEE.